# Stadion Gieołog w Tiumeni
Stadion Gieołog – wielofunkcyjny stadion w Tiumeni, w Rosji. Został otwarty w 1982 roku. Może pomieścić 13 057 widzów. Swoje spotkania rozgrywają na nim piłkarze klubu FK Tiumeń.